# Žižkov
Žižkov (in tedesco Zischkaberg, dal 1939 al 1945 Veitsberg) è un quartiere catastale di Praga, Repubblica Ceca. La maggior parte del quartiere catastale di Žižkov si trova nel distretto municipale e amministrativo di Praga 3, eccetto per alcune piccole zone che si trovano in Praga 8 e in Praga 10. Prima del 1922, Žižkov era una città indipendente.
Il quartiere prende il nome dal capo militare hussita Jan Žižka. È situato sotto la collina di Vítkov, luogo della battaglia della collina di Vítkov, nella quale Žižka riporta una decisiva e pesante vittoria sull'esercito di Sigismondo di Lussemburgo.